# Kenny Rogers (baseballista)
Kenneth Scott Rogers (ur. 10 listopada 1964) – amerykański baseballista, który występował na pozycji miotacza.
W czerwcu 1982 został wybrany w 39. rundzie draftu przez Texas Rangers i początkowo grał w klubach farmerskich tego zespołu, między innymi w Tulsa Drillers, reprezentującym poziom Double-A. W Major League Baseball zadebiutował 6 kwietnia 1989 w meczu przeciwko Detroit Tigers jako reliever. Po raz pierwszy do rotacji starterów został włączony przed rozpoczęciem sezonu 1993. 28 lipca 1994 został 12. miotaczem w historii MLB, który zanotował perfect game. W 1995 po raz pierwszy zagrał w Meczu Gwiazd.
W grudniu 1995 jako wolny agent podpisał kontakt z New York Yankees. W 1996 wystąpił w jednym meczu World Series, w których Yankees pokonali Atlanta Braves 4–2. Następnie grał w Oakland Athletics, New York Mets, Texas Rangers, Minnesota Twins, ponownie w Texas Rangers oraz w Detroit Tigers.
W 2011 został uhonorowany członkostwem w Texas Rangers Hall of Fame.
| Nagroda/wyróżnienie      | Lata                   | Źródło |
| 4× All-Star              | 1988, 2004, 2005, 2006 | [ 1 ]  |
| 5× Gold Glove Award      | 2000, 2002, 2004–2006  | [ 1 ]  |
| Zwycięzca w World Series | 1996                   | [ 4 ]  |